# Вратислав (князь Брно)
Вратисла́в (чеськ. Vratislav Brněnský; 1113–1156) — чеський князь з династії Пржемисловичів. Син Олдржиха Брненського. Чоловік доньки теребовлянського князя Василька Ростиславича. Князь брненський (1125–1129, 1130–1156).